# マダラシミ
マダラシミ（斑紙魚、Thermobia domestica）は、シミ目（または総尾目、Thysanura）シミ科に属する昆虫である。

## 概要
摂氏30度台の高温を好み、世界中の熱帯、亜熱帯地域に分布する。欧米では調理場の炉辺に群がり小麦粉、パン粉その他食料品を食害する害虫である。日本ではほとんど見られないが、東京都港区芝浦の穀物庫で発見されたこともある。近年では両生類や爬虫類の飼育趣味の裾野が広がったため、特に熱帯産カエルの累代飼育のための飼料として愛好家が飼育を行う事がある。

## 生態
体長雄8.5mm, 雌11mm。体は細長く小さなエビのような形をしており、上下にやや平たい。全体としては他の昆虫同様、頭、胸（前胸・中胸・後胸の3節）、腹（10節）の3つの部分からなる。触角はからだよりやや長い。一見してよく目立つのは後端にある3本の尻尾で、中央のものを尾糸（びし）、左右の2本を尾毛（びもう）と呼ぶ。尾糸は体長とほぼ等しく、尾毛は尾糸より少し短い。
一番前の丸い節が頭部である。眼は頭部の両側に複眼があるだけで、近縁のイシノミ類にあるような単眼はもっていない。脚は他の昆虫と同様に3対あり、前・中・後胸にそれぞれ1対ずつが付いている。腹部は10節に分かれており、背面の各節後縁には少数の短い剛毛がある（在来種のヤマトシミでは、この剛毛の数が多く、部分的に櫛状に並んで生える）。
地色は黄白で、灰白、黒褐の鱗片をまだらに散布する。腹面は銀灰色。

## 飼育方法
本種はつるつるしたプラスチックの壁を登れないため、深めのプラスチックのケースで飼育すると逃げられない。ケースの中に居住場所として段ボールを3枚ほど重ねたものを敷き、水分補給用に水をいれ布でふたをしたビンなどをケース内に入れておく。産卵場所としてティッシュを丸めたものや脱脂綿を入れておく。えさは紙を折って作ったえさ皿にドッグフード、熱帯魚用飼料、コオロギフードなどを入れておく。
飼育で気をつけなければいけないことは高温と水分を保つことである。温度は30度以上にしないと産卵数が極端に低下する。また、ビンの水分がなくなると箱ごと全滅することもある。掃除はほとんどしなくてもよい。